# 미션 임파서블: 로그네이션
《미션 임파서블: 로그네이션》(영어: Mission: Impossible – Rogue Nation)는 2015년 개봉한 미국의 액션 스릴러 영화로, 미션 임파서블 시리즈의 다섯 번째 작품이자 2011년 《미션 임파서블: 고스트 프로토콜》의 속편이다. 《유주얼 서스펙트》의 각본가로 유명한 크리스토퍼 매쿼리가 연출하며, 드루 피어스와 윌 스테이플스도 각본 작업에 참여했다. 톰 크루즈와 제러미 레너, 사이먼 페그가 전작에 이어 주연으로 출연한다.

## 출연진
- 톰 크루즈 - 에단 헌트 역
- 제러미 레너 - 윌리엄 브랜트 역
- 사이먼 페그 - 벤지 던 역
- 레베카 페르구손 - 일사 파우스트 역
- 빙 레임스 - 루터 스티켈 역
- 숀 해리스 - 솔로몬 레인 역
- 앨릭 볼드윈 - 앨런 헌리 역
- 사이먼 맥버니 - 애틀리 역
- 장징추 - 로런 역
- 옌스 훌텐 - 야닉 빈터 역
- 톰 홀랜더 - 영국 총리 역

## 한국판 성우진(KBS) (2017년 1월 30일)
- 홍시호 - 에단 헌트(톰 크루즈)
- 양석정 - 브랜트(제러미 레너)
- 김일 - 벤지(사이먼 페그)
- 유해무 - 루터(빙 레임스)
- 최덕희 - 일사(레베카 페르구손)
- 이정구 - 헌리(알렉 볼드윈)
- 김승태 - 솔로몬 레인(숀 해리스)
- 이재용 - 애틀리 국장(사이먼 맥버니)
- 고재균 - 영국 총리(톰 홀랜더) / 위원회 의장(나이젤 바버)
- 한복현 - 야닉(옌스 훌텐)
- 조경아 - 영국 총리의 아내(조지나 레드헤드) / 경매인(케이티 패틴슨)
- 백경훈 - 테러범(알렉 엇가프)
- 사문영 - CIA 심문관(장징추)
- 이아름 - IMF 요원(허마이어니 코필드)

## 줄거리
IMF 요원 에단 헌트가 자신이 추적해오던 다양한 정보기관 출신 악당 현장 요원들의 비밀 조직인 신디케이트가 민스크에서 운반하던 신경 가스 화물을 가로챈다. 런던의 IMF 기지에서 신디케이트가 브리핑을 방해한다. 가스로 의식을 잃기 전에 그는 안경을 쓴 금발 남자가 기지 요원을 살해하는 것을 목격할 수밖에 없었다.
워싱턴 D.C.에서 CIA 국장 앨런 헌리는 상원 위원회를 설득하여 러시아에서의 파괴적인 행동을 이유로 IMF를 해체하고 CIA에 흡수시킨다. 요원 벤지 던과 윌리엄 브랜트는 CIA의 엄격한 감시 아래 일하게 된다. 에단은 깨어나 전직 KGB 요원 야닉 "본 닥터" 빈터에게 고문을 당한다. 그는 영국 MI6의 비밀 요원 일사 파우스트의 도움으로 탈출한다. 6개월 후, CIA에 자수하기를 거부하여 수배된 도망자 헌트는 신디케이트에 대한 정보를 벤지에게 비밀리에 전달하고 빈 국립 오페라 극장에서 공연되는 투란도트 티켓을 준비한다. 벤지가 빈에 도착하자마자 에단은 그에게 런던에서 IMF 기지 요원을 살해한 금발 남자를 추적하는 것을 도와달라고 요청한다.
오페라 극장에서 그들은 오스트리아의 연방총리를 암살하려는 파우스트와 다른 신디케이트 요원들을 만난다. 에단은 암살을 막고 파우스트와 함께 탈출하지만, 총리가 차량 폭탄에 의해 살해되는 것을 목격한다. 신디케이트 요원들에게 쫓기던 에단과 벤지는 파우스트의 위장을 보호하기 위해 그녀를 놓아줄 수밖에 없다. 헌리는 암살에 대한 책임을 에단과 벤지 모두에게 돌리고 특수활동센터에 그들 둘을 생포하거나 사살하라고 명령한다. 브랜트는 전직 IMF 요원 루터 스티켈을 설득하여 CIA가 그들 둘을 찾기 전에 그들을 찾아내는 것을 돕도록 한다.
에단과 벤지는 카사블랑카에서 파우스트를 찾고, 그곳에서 파우스트는 에단이 의심하던 인물이 신디케이트의 리더인 MI6 악당 요원 솔로몬 레인임을 밝혀낸다. 셋은 발전소 아래 수중 금고에 침투하여 레인으로부터 도난당한 디지털 장부를 회수하는데, 이 장부에는 모든 신디케이트 요원의 이름이 포함되어 있다고 한다. 그러나 파우스트는 데이터를 가지고 런던으로 도주하여 자신의 담당자인 MI6 국장 앳리를 만나고, 앳리는 은밀히 데이터를 삭제하고 그녀에게 비밀 임무를 계속하도록 강요한다.
나중에 벤지와 에단은 스티켈과 브랜트에 의해 발견된다. 스티켈은 파우스트를 찾기 전에 벤지가 이전에 복사했던 데이터가 영국의 총리의 생체인증이 있어야만 잠금 해제되는 암호화된 영국 정부 가상 레드 박스임을 알아낸다. 그들은 모두 런던으로 향하지만, 런던 킹스 크로스역에서 파우스트와 팀이 만나는 동안 레인의 부하들이 벤지를 납치하고 그를 협박하여 에단에게 데이터를 해독하여 넘겨주도록 한다. 브랜트의 반대에도 불구하고 에단은 임무를 수락한다. 브랜트는 비밀리에 그들의 위치를 헌리에게 알린다.
옥스퍼드에서 헌리, 브랜트, 그리고 헌트(앳리로 변장)는 총리를 만난다. 총리는 신디케이트가, 앳리가 전직 정보 요원들을 모집하고 감시나 책임 없이 임무를 수행하도록 제안한 비밀 프로젝트였으며, 총리가 이를 명확히 거부했음을 확인한다. 에단은 총리를 진정제로 진정시키고, 그와 브랜트는 총리의 생체 인식을 확보하여 스티켈이 파일을 해독할 수 있도록 합니다. 진짜 앳리가 도착하자 에단과 브랜트는 그가 레인이 하이재킹하기 전에 총리의 동의 없이 비밀리에 신디케이트를 시작했음을 인정하도록 강요하고, 그 후 앳리가 파우스트를 함정에 빠뜨리려 한다.
파일을 해독하자, 레드 박스에는 실제로는 수많은 계좌에 있는 24억 파운드에 대한 접근 권한이 포함되어 있음이 밝혀진다. 에단은 레인이 그 돈으로 신디케이트에 자금을 조달할 계획임을 추론한 후 데이터를 파괴한다. 레인이 약속한 만남의 장소에 도착한 에단은 벤지가 폭탄에 묶여 있고, 레인의 대리인으로 파우스트와 함께 헤드셋과 콘택트렌즈 카메라를 착용하고 있는 것을 발견한다. 에단은 레인에게 자신이 데이터를 기억하고 있으며 벤지의 안전을 위해 자신을 교환 대상으로 제안한다. 레인이 폭탄을 원격으로 해제하자 벤지는 탈출하고, 빈터의 부하들이 런던탑을 통해 에단과 파우스트를 추격한다. 파우스트는 빈터를 죽이고, 에단을 추격하던 레인은 방탄 유리 감옥으로 유인되어 가스로 의식을 잃는다.
IMF의 성공을 직접 목격한 헌리는 상원 위원회로 돌아와 이전 회의가 에단이 신디케이트를 폭로하고 폐쇄하는 것을 돕기 위한 구실이었다고 주장하며, 위원회를 설득하여 IMF를 복원시킨다. 회의 후, 브랜트는 헌리를 새로운 IMF 장관으로 맞이한다.

## 음악
전체 작곡: 조 크레이머
| #   | 제목                                               | 재생 시간 |
| --- | -------------------------------------------------- | --------- |
| 1.  | 〈The A400〉                                       | 6:38      |
| 2.  | 〈Solomon Lane〉                                   | 4:08      |
| 3.  | 〈Good Evening, Mr. Hunt〉                         | 2:35      |
| 4.  | 〈Escape to Danger〉                               | 2:46      |
| 5.  | 〈Havana to Vienna〉                               | 5:13      |
| 6.  | 〈A Flight at the Opera〉                          | 2:23      |
| 7.  | 〈The Syndicate〉                                  | 3:44      |
| 8.  | 〈The Plan〉                                       | 3:21      |
| 9.  | 〈It's Impossible〉 (CD Exclusive Track)           | 1:23      |
| 10. | 〈The Torus〉                                      | 7:02      |
| 11. | 〈Morocco Pursuit〉                                | 2:29      |
| 12. | 〈Grave Consequences〉                             | 4:12      |
| 13. | 〈A Matter of Going〉                              | 5:05      |
| 14. | 〈The Blenheim Sequence〉                          | 4:00      |
| 15. | 〈Audience with the Prime Minister〉               | 4:23      |
| 16. | 〈This is the End, Mr. Hunt〉 (CD Exclusive Track) | 3:48      |
| 17. | 〈A Foggy Night in London〉                        | 2:10      |
| 18. | 〈Meet the IMF〉                                   | 1:47      |
| 19. | 〈Finale and Curtain Call〉                        | 6:14      |